# Première circonscription de la Charente
La première circonscription de la Charente est l'une des trois circonscriptions législatives françaises que compte le département de la Charente.

## Description géographique et démographique

### De 1958 à 1986
Dans le découpage électoral de 1958, la première circonscription de la Charente était composée des cantons suivants :
- Canton d'Angoulême-I,
- Canton d'Angoulême-II,
- Canton d'Aubeterre-sur-Dronne,
- Canton de Blanzac,
- Canton de Chalais,
- Canton de La Couronne,
- Canton de Montbron,
- Canton de Montmoreau,
- Canton de Villebois-Lavalette.

### De 1988 à 2010
La première circonscription de la Charente était composée de :
- Canton d'Angoulême-Est,
- Canton d'Angoulême-Ouest,
- Canton d'Aubeterre-sur-Dronne,
- Canton de Blanzac-Porcheresse,
- Canton de Chalais,
- Canton de La Couronne,
- Canton de Montbron,
- Canton de Montmoreau-Saint-Cybard,
- Canton de Villebois-Lavalette.

### Historique des députations
| Législature | Début de mandat | Fin de mandat  | Député                | Parti politique | Observations |
| ----------- | --------------- | -------------- | --------------------- | --------------- | --- |
| Ire         | 9 décembre 1958 | 9 octobre 1962 | Raymond Réthoré       | UNR             | Mandat écourté à la suite d'une dissolution parlementaire décidée par Charles de Gaulle. |
| IIe         | 6 décembre 1962 | 2 avril 1967   | Raymond Réthoré       | UNR             | |
| IIIe        | 3 avril 1967    | 30 mai 1968    | Raymond Réthoré       | UD-VeR          | Mandat écourté à la suite d'une dissolution parlementaire décidée par Charles de Gaulle. |
| IVe         | 11 juillet 1968 | 1er avril 1973 | Raymond Réthoré       | UDR             | |
| Ve          | 2 avril 1973    | 2 avril 1978   | Raymond Réthoré       | UDR             | |
| VIe         | 3 avril 1978    | 22 mai 1981    | Jean-Michel Boucheron | PS              | Mandat écourté à la suite d'une dissolution parlementaire décidée par François Mitterrand. |
| VIIe        | 2 juillet 1981  | 1er avril 1986 | Jean-Michel Boucheron | PS              | |
| VIIIe       | 2 avril 1986    | 14 mai 1988    | Aucun                 | Aucun           | Proportionnelle par département, pas de député par circonscription Proportionnelle par département, pas de député par circonscription. Mandat écourté à la suite d'une dissolution parlementaire décidée par François Mitterrand. |

### Historique des élections

#### Élections de 1958
| Candidat       | Candidat              | Parti          | Premier tour | Premier tour | Second tour | Second tour |  |
| Candidat       | Candidat              | Parti          | Voix         | %            | Voix        | %           |  |
| -------------- | --------------------- | -------------- | ------------ | ------------ | ----------- | ----------- |  |
|                | Henri Thébault        | CNIP           | 16 203       | 28,22        | 20 572      | 35,39       |  |
|                | Raymond Réthoré élu   | UNR            | 13 938       | 24,28        | 23 143      | 39,81       |  |
|                | Jean Pronteau         | PCF            | 13 039       | 22,71        | 14 414      | 24,8        |  |
|                | Jean-Maurice Poitevin | SFIO           | 10 542       | 18,36        | Retrait     | Retrait     |  |
|                | Émilien Tardat        | MRP            | 3 693        | 6,43         | Retrait     | Retrait     |  |
|                |                       |                |              |              |             |             |  |
| Inscrits       | Inscrits              | Inscrits       | 76 947       | 100,00       | 76 809      | 100,00      |  |
| Abstentions    | Abstentions           | Abstentions    | 18 320       | 23,81        | 17 688      | 23,03       |  |
| Votants        | Votants               | Votants        | 58 627       | 76,19        | 59 121      | 76,97       |  |
| Blancs et nuls | Blancs et nuls        | Blancs et nuls | 1 212        | 2,07         | 992         | 1,68        |  |
| Exprimés       | Exprimés              | Exprimés       | 57 415       | 97,93        | 58 129      | 98,32       |  |

Le suppléant de Raymond Réthoré était le Docteur Pierre Bouhet, conseiller municipal d'Angoulême.

#### Élections de 1962
| Candidat       | Candidat                      | Parti          | Premier tour | Premier tour | Second tour | Second tour |  |
| Candidat       | Candidat                      | Parti          | Voix         | %            | Voix        | %           |  |
| -------------- | ----------------------------- | -------------- | ------------ | ------------ | ----------- | ----------- |  |
|                | Raymond Réthoré sortant réélu | UNR-UDT        | 20 113       | 39,26        | 32 034      | 63,44       |  |
|                | Jean Pronteau                 | PCF            | 12 391       | 24,19        | 18 463      | 36,56       |  |
|                | Henri Thébault                | CNIP           | 12 109       | 23,64        | Retrait     | Retrait     |  |
|                | Jean-Maurice Poitevin         | SFIO           | 6 611        | 12,91        | Retrait     | Retrait     |  |
|                |                               |                |              |              |             |             |  |
| Inscrits       | Inscrits                      | Inscrits       | 78 430       | 100,00       | 78 510      | 100,00      |  |
| Abstentions    | Abstentions                   | Abstentions    | 25 902       | 33,03        | 24 634      | 31,38       |  |
| Votants        | Votants                       | Votants        | 52 528       | 66,97        | 53 876      | 68,62       |  |
| Blancs et nuls | Blancs et nuls                | Blancs et nuls | 1 304        | 2,48         | 3 379       | 6,27        |  |
| Exprimés       | Exprimés                      | Exprimés       | 51 224       | 97,52        | 50 497      | 93,73       |  |

Le suppléant de Raymond Réthoré était Marc Vergnaud.

#### Élections de 1967
| Candidat       | Candidat                      | Parti          | Premier tour | Premier tour | Second tour | Second tour |  |
| Candidat       | Candidat                      | Parti          | Voix         | %            | Voix        | %           |  |
| -------------- | ----------------------------- | -------------- | ------------ | ------------ | ----------- | ----------- |  |
|                | Raymond Réthoré sortant réélu | UD-Ve          | 29 534       | 48,64        | 34 425      | 57,29       |  |
|                | Léon Dumeix                   | PCF            | 12 549       | 20,67        | Retrait     | Retrait     |  |
|                | Jean-Maurice Poitevin         | FGDS (SFIO)    | 10 969       | 18,07        | 25 669      | 42,71       |  |
|                | Pierre Lacour                 | CD (PDM)       | 7 662        | 12,62        |             |             |  |
|                |                               |                |              |              |             |             |  |
| Inscrits       | Inscrits                      | Inscrits       | 80 369       | 100,00       | 80 362      | 100,00      |  |
| Abstentions    | Abstentions                   | Abstentions    | 18 079       | 22,49        | 18 316      | 22,79       |  |
| Votants        | Votants                       | Votants        | 62 290       | 77,51        | 62 046      | 77,21       |  |
| Blancs et nuls | Blancs et nuls                | Blancs et nuls | 1 576        | 2,53         | 1 952       | 3,15        |  |
| Exprimés       | Exprimés                      | Exprimés       | 60 714       | 97,47        | 60 094      | 96,85       |  |

Le suppléant de Raymond Réthoré était Robert Frouard, adjoint au maire d'Angoulême.

#### Élections de 1968
|                | Raymond Réthoré sortant réélu | UDR (URP)      | 33 103 | 53,49  |  |  |  |
|                | Léon Dumeix                   | PCF            | 11 138 | 18     |  |  |  |
|                | Jean-Maurice Poitevin         | FGDS (SFIO)    | 8 757  | 14,15  |  |  |  |
|                | Pierre Lacour                 | CD (PDM)       | 7 108  | 11,49  |  |  |  |
|                | Serge Javelaud                | PSU            | 1 780  | 2,88   |  |  |  |
|                |                               |                |        |        |  |  |  |
| Inscrits       | Inscrits                      | Inscrits       | 80 262 | 100,00 |  |  |  |
| Abstentions    | Abstentions                   | Abstentions    | 17 428 | 21,71  |  |  |  |
| Votants        | Votants                       | Votants        | 62 834 | 78,29  |  |  |  |
| Blancs et nuls | Blancs et nuls                | Blancs et nuls | 948    | 1,51   |  |  |  |
| Exprimés       | Exprimés                      | Exprimés       | 61 886 | 98,49  |  |  |  |

Le suppléant de Raymond Réthoré était Robert Frouard.

#### Élections de 1973
| Candidat       | Candidat                      | Parti                     | Premier tour | Premier tour | Second tour | Second tour |  |
| Candidat       | Candidat                      | Parti                     | Voix         | %            | Voix        | %           |  |
| -------------- | ----------------------------- | ------------------------- | ------------ | ------------ | ----------- | ----------- |  |
|                | Raymond Réthoré sortant réélu | Divers droite (Gaulliste) | 18 435       | 28,18        | 35 919      | 53,96       |  |
|                | Jean Ferrant                  | PS (UGSD)                 | 14 967       | 22,88        | 30 653      | 46,04       |  |
|                | Jacques Perrilliat            | UDR (URP)                 | 14 440       | 22,07        | Retrait     | Retrait     |  |
|                | Robert Vergnaud               | PCF                       | 11 556       | 17,66        | Retrait     | Retrait     |  |
|                | Richard Vitrac                | Rad (MR)                  | 4 223        | 6,46         |             |             |  |
|                | Jean Barsacq                  | LO                        | 1 799        | 2,75         |             |             |  |
|                |                               |                           |              |              |             |             |  |
| Inscrits       | Inscrits                      | Inscrits                  | 83 402       | 100,00       | 83 394      | 100,00      |  |
| Abstentions    | Abstentions                   | Abstentions               | 16 630       | 19,94        | 15 223      | 18,25       |  |
| Votants        | Votants                       | Votants                   | 66 772       | 80,06        | 68 171      | 81,75       |  |
| Blancs et nuls | Blancs et nuls                | Blancs et nuls            | 1 352        | 2,02         | 1 599       | 2,35        |  |
| Exprimés       | Exprimés                      | Exprimés                  | 65 420       | 97,98        | 66 572      | 97,65       |  |

Le suppléant de Raymond Réthoré était Émile Paquier, conseiller municipal d'Angoulême.

#### Élections de 1978
| Candidat       | Candidat                  | Parti                     | Premier tour | Premier tour | Second tour | Second tour |  |
| Candidat       | Candidat                  | Parti                     | Voix         | %            | Voix        | %           |  |
| -------------- | ------------------------- | ------------------------- | ------------ | ------------ | ----------- | ----------- |  |
|                | Jean-Michel Boucheron élu | PS                        | 22 864       | 28,85        | 43 573      | 52,97       |  |
|                | Raymond Réthoré sortant   | Divers droite (Gaulliste) | 18 905       | 23,85        | 38 684      | 47,03       |  |
|                | Louis Ferrand             | PCF                       | 16 096       | 20,31        | Retrait     | Retrait     |  |
|                | Roland Chiron             | CNIP                      | 9 161        | 11,56        |             |             |  |
|                | Martial Pouret            | UDF (PR)                  | 6 750        | 8,52         |             |             |  |
|                | Gérard Deuil              | Extrême droite            | 2 917        | 3,68         |             |             |  |
|                | Michel Deboeuf            | LO                        | 1 588        | 2            |             |             |  |
|                | Hellen Barreix            | Divers gauche             | 969          | 1,22         |             |             |  |
|                |                           |                           |              |              |             |             |  |
| Inscrits       | Inscrits                  | Inscrits                  | 96 690       | 100,00       | 96 683      | 100,00      |  |
| Abstentions    | Abstentions               | Abstentions               | 15 844       | 16,39        | 12 915      | 13,36       |  |
| Votants        | Votants                   | Votants                   | 80 846       | 83,61        | 83 768      | 86,64       |  |
| Blancs et nuls | Blancs et nuls            | Blancs et nuls            | 1 596        | 1,97         | 1 511       | 1,8         |  |
| Exprimés       | Exprimés                  | Exprimés                  | 79 250       | 98,03        | 82 257      | 98,2        |  |

Le suppléant de Jean-Michel Boucheron était le Docteur Jean Lacamoire, maire de Chalais.

#### Élections de 1981
|                | Jean-Michel Boucheron sortant réélu | PS             | 36 769  | 54,13  |  |  |  |
|                | Jacques Teyssédou                   | RPR (UNM)      | 12 546  | 18,47  |  |  |  |
|                | Patrick Mangou                      | UDF            | 10 302  | 15,17  |  |  |  |
|                | Alain Proux-Delrouyre               | PCF            | 7 015   | 10,33  |  |  |  |
|                | Michel Deboeuf                      | LO             | 1 031   | 1,52   |  |  |  |
|                | René Chauffour                      | Divers droite  | 262     | 0,39   |  |  |  |
|                |                                     |                |         |        |  |  |  |
| Inscrits       | Inscrits                            | Inscrits       | 101 331 | 100,00 |  |  |  |
| Abstentions    | Abstentions                         | Abstentions    | 31 980  | 31,56  |  |  |  |
| Votants        | Votants                             | Votants        | 69 351  | 68,44  |  |  |  |
| Blancs et nuls | Blancs et nuls                      | Blancs et nuls | 1 426   | 2,06   |  |  |  |
| Exprimés       | Exprimés                            | Exprimés       | 67 925  | 97,94  |  |  |  |

Le suppléant de Jean-Michel Boucheron était Jean Lacamoire.

## La circonscription de 1986 à 2010

### Description géographique et démographique
Dans le découpage électoral de la loi n°86-1197 du 24 novembre 1986
, la circonscription regroupe les cantons suivants :
- Canton d'Angoulême-Est,
- Canton d'Angoulême-Ouest,
- Canton d'Aubeterre-sur-Dronne,
- Canton de Blanzac-Porcheresse,
- Canton de Chalais,
- Canton de La Couronne,
- Canton de Montbron,
- Canton de Montmoreau-Saint-Cybard,
- Canton de Villebois-Lavalette.

D'après le recensement général de la population en 1999, réalisé par l'Institut national de la statistique et des études économiques (INSEE), la population totale de cette circonscription est estimée à 85670 habitants,.

### Historique des députations
| Législature | Début de mandat | Fin de mandat  | Député               | Parti politique | Observations                                                                          |
| ----------- | --------------- | -------------- | -------------------- | --------------- | ------------------------------------------------------------------------------------- |
| IXe         | 23 juin 1988    | 1er avril 1993 | Georges Chavanes     | UDF             |                                                                                       |
| Xe          | 2 avril 1993    | 21 avril 1997  | Georges Chavanes,    | UDF,            | Mandat écourté à la suite d'une dissolution parlementaire décidée par Jacques Chirac. |
| XIe         | 12 juin 1997    | 18 juin 2002   | Jean-Claude Viollet  | PS              |                                                                                       |
| XIIe        | 19 juin 2002    | 19 juin 2007   | Jean-Claude Viollet, | PS,             |                                                                                       |
| XIIIe       | 20 juin 2007    | 19 juin 2012   | Jean-Claude Viollet  | PS              |                                                                                       |

### Historique des élections
Voici la liste des résultats des élections législatives dans la circonscription depuis le découpage électoral de 1986 : 

#### Élections de 1988
| Candidat       | Candidat                       | Parti           | Premier tour | Premier tour | Second tour | Second tour |  |
| Candidat       | Candidat                       | Parti           | Voix         | %            | Voix        | %           |  |
| -------------- | ------------------------------ | --------------- | ------------ | ------------ | ----------- | ----------- |  |
|                | Georges Chavanes sortant réélu | UDF (CDS) (URC) | 18 177       | 45,99        | 21 583      | 50,26       |  |
|                | Jean-Michel Gadrat             | PS              | 16 554       | 41,88        | 21 358      | 49,74       |  |
|                | Maryse Pascaud                 | PCF             | 2 999        | 7,59         |             |             |  |
|                | Alain Leroy                    | FN              | 1 798        | 4,55         |             |             |  |
|                |                                |                 |              |              |             |             |  |
| Inscrits       | Inscrits                       | Inscrits        | 61 015       | 100,00       | 61 005      | 100,00      |  |
| Abstentions    | Abstentions                    | Abstentions     | 20 610       | 33,78        | 17 201      | 28,2        |  |
| Votants        | Votants                        | Votants         | 40 405       | 66,22        | 43 804      | 71,8        |  |
| Blancs et nuls | Blancs et nuls                 | Blancs et nuls  | 877          | 2,17         | 863         | 1,97        |  |
| Exprimés       | Exprimés                       | Exprimés        | 39 528       | 97,83        | 42 941      | 98,03       |  |

Le suppléant de Georges Chavanes était Jean-Michel Bolvin, RPR, maire de Saint-Amand-de-Montmoreau.

#### Élections de 1993
| Candidat       | Candidat                       | Parti          | Premier tour | Premier tour | Second tour | Second tour |  |
| Candidat       | Candidat                       | Parti          | Voix         | %            | Voix        | %           |  |
| -------------- | ------------------------------ | -------------- | ------------ | ------------ | ----------- | ----------- |  |
|                | Georges Chavanes sortant réélu | UDF (CDS)      | 17 711       | 47,17        | 22 180      | 59,81       |  |
|                | Bernard Desbordes              | PS (ADFP)      | 6 626        | 17,65        | 14 901      | 40,19       |  |
|                | Alain Leroy                    | FN             | 3 521        | 9,38         |             |             |  |
|                | Jean Revéreault                | Les Verts (EÉ) | 3 245        | 8,64         |             |             |  |
|                | Maryse Dumeix                  | PCF            | 2 767        | 7,37         |             |             |  |
|                | Véronique Germain              | LT-LNÉ         | 1 538        | 4,1          |             |             |  |
|                | Michel Deboeuf                 | LCR            | 1 136        | 3,03         |             |             |  |
|                | Patrick Renzi                  | diss. RPR      | 1 001        | 2,67         |             |             |  |
|                |                                |                |              |              |             |             |  |
| Inscrits       | Inscrits                       | Inscrits       | 61 418       | 100,00       | 61 404      | 100,00      |  |
| Abstentions    | Abstentions                    | Abstentions    | 20 952       | 34,11        | 21 174      | 34,48       |  |
| Votants        | Votants                        | Votants        | 40 466       | 65,89        | 40 230      | 65,52       |  |
| Blancs et nuls | Blancs et nuls                 | Blancs et nuls | 2 921        | 7,22         | 3 149       | 7,83        |  |
| Exprimés       | Exprimés                       | Exprimés       | 37 545       | 92,78        | 37 081      | 92,17       |  |

Le suppléant de Georges Chavanes était Jean-Michel Bolvin.

#### Élections de 1997
| Candidat       | Candidat                | Parti          | Premier tour | Premier tour | Second tour | Second tour |  |
| Candidat       | Candidat                | Parti          | Voix         | %            | Voix        | %           |  |
| -------------- | ----------------------- | -------------- | ------------ | ------------ | ----------- | ----------- |  |
|                | Philippe Mottet         | UDF (FD)       | 13 051       | 33,98        | 19 433      | 46,77       |  |
|                | Jean-Claude Viollet élu | PS             | 11 159       | 29,05        | 22 118      | 53,23       |  |
|                | Alain Leroy             | FN             | 4 110        | 10,7         |             |             |  |
|                | Maryse Dumeix           | PCF            | 2 877        | 7,49         |             |             |  |
|                | Bernard Desbordes       | MDC            | 1 749        | 4,55         |             |             |  |
|                | Jean Revéreault         | Les Verts      | 1 717        | 4,47         |             |             |  |
|                | Jean-Pierre Courtois    | LO             | 1 046        | 2,72         |             |             |  |
|                | Joël Bouchaud           | LDI (CNIP)     | 981          | 2,55         |             |             |  |
|                | Daniel Grandclément     | GÉ             | 865          | 2,25         |             |             |  |
|                | Jean-Louis Ranc         | MÉI            | 338          | 0,88         |             |             |  |
|                | Michel Debœuf           | Extrême gauche | 314          | 0,82         |             |             |  |
|                | Olivier Gallet          | diss. UDF      | 206          | 0,54         |             |             |  |
|                |                         |                |              |              |             |             |  |
| Inscrits       | Inscrits                | Inscrits       | 60 742       | 100,00       | 60 753      | 100,00      |  |
| Abstentions    | Abstentions             | Abstentions    | 20 021       | 32,96        | 16 938      | 27,88       |  |
| Votants        | Votants                 | Votants        | 40 721       | 67,04        | 43 815      | 72,12       |  |
| Blancs et nuls | Blancs et nuls          | Blancs et nuls | 2 308        | 5,67         | 2 264       | 5,17        |  |
| Exprimés       | Exprimés                | Exprimés       | 38 413       | 94,33        | 41 551      | 94,83       |  |

Le suppléant de Jean-Claude Violet était Michel Boutant, professeur, conseiller général du canton de Montbron, maire de Montbron.

#### Élections de 2002
| Candidat       | Candidat                          | Parti          | Premier tour | Premier tour | Second tour | Second tour |  |
| Candidat       | Candidat                          | Parti          | Voix         | %            | Voix        | %           |  |
| -------------- | --------------------------------- | -------------- | ------------ | ------------ | ----------- | ----------- |  |
|                | Jean-Claude Viollet sortant réélu | PS             | 14 207       | 35,92        | 19 246      | 51,05       |  |
|                | Jean-Michel Bolvin                | UMP            | 11 427       | 28,89        | 18 454      | 48,95       |  |
|                | Alain Leroy                       | FN             | 3 635        | 9,19         |             |             |  |
|                | Jean-Yves de Prat                 | MPF            | 3 505        | 8,86         |             |             |  |
|                | Jean Revéreault                   | Les Verts      | 2 019        | 5,1          |             |             |  |
|                | Maryse Dumeix                     | PCF            | 1 064        | 2,69         |             |             |  |
|                | Michel Bourgogne                  | CPNT           | 1 051        | 2,66         |             |             |  |
|                | Véronique Bamas                   | LCR            | 789          | 1,99         |             |             |  |
|                | Joël Bouchaud                     | CNIP           | 764          | 1,93         |             |             |  |
|                | Jean-Pierre Courtois              | LO             | 628          | 1,59         |             |             |  |
|                | Jean-Francois Siri                | MNR            | 273          | 0,69         |             |             |  |
|                | Martine Hernandez                 | GÉ             | 191          | 0,48         |             |             |  |
|                |                                   |                |              |              |             |             |  |
| Inscrits       | Inscrits                          | Inscrits       | 62 611       | 100,00       | 62 611      | 100,00      |  |
| Abstentions    | Abstentions                       | Abstentions    | 22 139       | 35,36        | 23 591      | 37,68       |  |
| Votants        | Votants                           | Votants        | 40 472       | 64,64        | 39 020      | 62,32       |  |
| Blancs et nuls | Blancs et nuls                    | Blancs et nuls | 919          | 2,27         | 1 320       | 3,38        |  |
| Exprimés       | Exprimés                          | Exprimés       | 39 553       | 97,73        | 37 700      | 96,62       |  |

Le suppléant de Jean-Claude Violet était Michel Boutant.

#### Élections de 2007
| Candidat       | Candidat                          | Parti          | Premier tour | Premier tour | Second tour | Second tour |  |
| Candidat       | Candidat                          | Parti          | Voix         | %            | Voix        | %           |  |
| -------------- | --------------------------------- | -------------- | ------------ | ------------ | ----------- | ----------- |  |
|                | Jean-Claude Viollet sortant réélu | PS             | 15 615       | 40,93        | 22 687      | 58,74       |  |
|                | Martine Faury                     | UMP            | 13 309       | 34,89        | 15 935      | 41,26       |  |
|                | Samuel Cazenave                   | UDF–MoDem      | 3 196        | 8,38         |             |             |  |
|                | Jean-Yves Le Turdu                | Les Verts      | 1 145        | 3            |             |             |  |
|                | Yseult Goutierre                  | FN             | 1 017        | 2,67         |             |             |  |
|                | Jean-Pierre Bellefaye             | LCR            | 934          | 2,45         |             |             |  |
|                | Fanny Luteau                      | PCF            | 716          | 1,88         |             |             |  |
|                | Danièle Duclaud                   | MPF            | 588          | 1,54         |             |             |  |
|                | Yann Andrieux                     | CPNT           | 506          | 1,33         |             |             |  |
|                | Jean-Pierre Courtois              | LO             | 326          | 0,85         |             |             |  |
|                | Valérie Paour                     | GÉ             | 287          | 0,75         |             |             |  |
|                | Alain Chailloux                   | CNIP           | 261          | 0,68         |             |             |  |
|                | Josette Blanc                     | Divers         | 249          | 0,65         |             |             |  |
|                |                                   |                |              |              |             |             |  |
| Inscrits       | Inscrits                          | Inscrits       | 63 710       | 100,00       | 63 710      | 100,00      |  |
| Abstentions    | Abstentions                       | Abstentions    | 24 666       | 38,72        | 24 133      | 37,88       |  |
| Votants        | Votants                           | Votants        | 39 044       | 61,28        | 39 577      | 62,12       |  |
| Blancs et nuls | Blancs et nuls                    | Blancs et nuls | 895          | 2,29         | 955         | 2,41        |  |
| Exprimés       | Exprimés                          | Exprimés       | 38 149       | 97,71        | 38 622      | 97,59       |  |

Le suppléant de Jean-Claude Viollet était Michel Boutant, Président du Conseil général, ancien maire de Montbron.

## La circonscription depuis 2010

### Description géographique
À la suite du redécoupage des circonscriptions législatives françaises de 2010, induit par l'ordonnance n° 2009-935 du 29 juillet 2009, ratifiée par le Parlement français le 21 janvier 2010, la première circonscription de la Charente regroupe les divisions administratives suivantes :
- canton d'Angoulême-Est,
- canton d'Angoulême-Nord,
- canton d'Angoulême-Ouest,
- canton de Gond-Pontouvre,
- canton de La Couronne,
- canton de Ruelle-sur-Touvre,
- canton de Soyaux.

### Historique des députations
| Législature | Début de mandat | Fin de mandat   | Député           | Parti politique | Observations |
| ----------- | --------------- | --------------- | ---------------- | --------------- | --- |
| XIVe        | 20 juin 2012    | 20 juin 2017    | Martine Pinville | PS              | |
| XVe         | 21 juin 2017    | 21 juin 2022    | Thomas Mesnier   | LREM            | |
| XVIe        | 22 juin 2022    | 2 décembre 2022 | Thomas Mesnier   | HOR             | Annulation de l’élection par le Conseil Constitutionnel de Thomas Mesnier. René Pilato gagne l’élection partielle. Mandat écourté à la suite d'une dissolution parlementaire décidée par Emmanuel Macron. |
| XVIe        | 30 janvier 2023 | 9 juin 2024     | René Pilato      | LFI             | Annulation de l’élection par le Conseil Constitutionnel de Thomas Mesnier. René Pilato gagne l’élection partielle. Mandat écourté à la suite d'une dissolution parlementaire décidée par Emmanuel Macron. |
| XVIIe       | 8 juillet 2024  | En cours        | René Pilato      | LFI             | |

### Historique des élections

#### Élections de 2012
|                | Martine Pinville sortante réélue | PS                  | 23 009 | 50,08  |  |  |  |
|                | Élise Vouvet                     | UMP                 | 9 964  | 21,69  |  |  |  |
|                | Marie-Christine Cardoso          | RBM (FN)            | 4 757  | 10,35  |  |  |  |
|                | Marie-Hélène Boutet de Monvel    | FG (PCF)            | 2 763  | 6,01   |  |  |  |
|                | Vincent You                      | PCD                 | 2 017  | 4,39   |  |  |  |
|                | Cyril Tardat                     | EÉLV                | 1 708  | 3,72   |  |  |  |
|                | Dominique de Lorgeril            | Divers              | 546    | 1,19   |  |  |  |
|                | Michel Deboeuf                   | NPA                 | 304    | 0,66   |  |  |  |
|                | Catherine Tarrius                | NC                  | 257    | 0,56   |  |  |  |
|                | Alain Chailloux                  | CNIP (MPF)          | 254    | 0,55   |  |  |  |
|                | Jean-Pierre Courtois             | LO                  | 200    | 0,44   |  |  |  |
|                | Danièle Duclaud                  | AR                  | 96     | 0,21   |  |  |  |
|                | Jean-Carlo Sitzia-Le Blond       | Divers droite (DLR) | 68     | 0,15   |  |  |  |
|                |                                  |                     |        |        |  |  |  |
| Inscrits       | Inscrits                         | Inscrits            | 84 304 | 100,00 |  |  |  |
| Abstentions    | Abstentions                      | Abstentions         | 37 685 | 44,7   |  |  |  |
| Votants        | Votants                          | Votants             | 46 619 | 55,3   |  |  |  |
| Blancs et nuls | Blancs et nuls                   | Blancs et nuls      | 676    | 1,45   |  |  |  |
| Exprimés       | Exprimés                         | Exprimés            | 45 943 | 98,55  |  |  |  |

#### Élections de 2017
Les élections législatives françaises de 2017 ont eu lieu les dimanches 11 et 18 juin 2017. 
|                                                                             |                                                         |                           |                           |                          |                          |
|                                                                             |                                                         | Premier tour 11 juin 2017 | Premier tour 11 juin 2017 | Second tour 18 juin 2017 | Second tour 18 juin 2017 |
|                                                                             |                                                         |                           |                           |                          |                          |
|                                                                             |                                                         | Nombre                    | % des inscrits            | Nombre                   | % des inscrits           |
| Inscrits                                                                    | Inscrits                                                | 84 996                    | 100,00                    | 84 935                   | 100,00                   |
| Abstentions                                                                 | Abstentions                                             | 44 065                    | 51,84                     | 49 573                   | 58,37                    |
| Votants                                                                     | Votants                                                 | 40 931                    | 48,16                     | 35 362                   | 41,63                    |
|                                                                             |                                                         |                           | % des votants             |                          | % des votants            |
| Bulletins blancs                                                            | Bulletins blancs                                        | 575                       | 1,40                      | 1 884                    | 5,33                     |
| Bulletins nuls                                                              | Bulletins nuls                                          | 281                       | 0,69                      | 1 183                    | 3,35                     |
| Suffrages exprimés                                                          | Suffrages exprimés                                      | 40 075                    | 97,91                     | 32 295                   | 91,33                    |
|                                                                             |                                                         |                           |                           |                          |                          |
| Candidat Étiquette politique (partis et alliances)                          | Candidat Étiquette politique (partis et alliances)      | Voix                      | % des exprimés            | Voix                     | % des exprimés           |
|                                                                             |                                                         |                           |                           |                          |                          |
|                                                                             | Thomas Mesnier La République en marche                  | 15 228                    | 38,00                     | 19 360                   | 59,95                    |
|                                                                             | Martine Boutin La France insoumise                      | 5 331                     | 13,30                     | 12 935                   | 40,05                    |
|                                                                             | Martine Pinville Parti socialiste                       | 4 642                     | 11,58                     |                          |                          |
|                                                                             | Élise Vouvet Les Républicains                           | 4 586                     | 11,44                     |                          |                          |
|                                                                             | Geoffray Gourré Front national                          | 3 756                     | 9,37                      |                          |                          |
|                                                                             | Djillali Merioua Parti communiste français              | 1 822                     | 4,55                      |                          |                          |
|                                                                             | Odile Achard Europe Écologie Les Verts                  | 1 605                     | 4,00                      |                          |                          |
|                                                                             | Vincent You Divers droite (Les Républicains diss.)      | 1 595                     | 3,98                      |                          |                          |
|                                                                             | Olivier Gallet Extrême droite (Union des patriotes)     | 396                       | 0,99                      |                          |                          |
|                                                                             | Olivier Nicolas Lutte ouvrière                          | 347                       | 0,87                      |                          |                          |
|                                                                             | Guillaume Serrano Divers (Union populaire républicaine) | 258                       | 0,64                      |                          |                          |
|                                                                             | Aline Blancher Mouquet Divers gauche (Nouvelle Donne)   | 229                       | 0,57                      |                          |                          |
|                                                                             | Dominique de Lorgeril Divers                            | 206                       | 0,51                      |                          |                          |
|                                                                             | Clément Séjourné Divers gauche                          | 71                        | 0,18                      |                          |                          |
|                                                                             | Rodolphe Petit-Galland Divers droite (Alliance royale)  | 3                         | 0,01                      |                          |                          |
| Source : Ministère de l'Intérieur - Première circonscription de la Charente |                                                         |                           |                           |                          |                          |

#### Élections de 2022
Les élections législatives françaises de 2022 ont lieu les dimanches 12 et 19 juin 2022. 
Elle a été annulée en décembre 2022, car pour le conseil constitutionnel, 27 suffrages étaient invalides, or l’écart entre les deux candidats n’était que de 24 voix.
| Résultats des élections législatives des 12 et 19 juin 2022 de la 1re circonscription de Charente |                          |                          |                          |              |              |             |             |
| Candidat                                                                                          | Candidat                 | Parti et coalition       | Nuances                  | Premier tour | Premier tour | Second tour | Second tour |
| Candidat                                                                                          | Candidat                 | Parti et coalition       | Nuances                  | Voix         | %            | Voix        | %           |
|                                                                                                   | Thomas Mesnier           | Horizons (ENS)           | ENS                      | 12 336       | 30,45        | 18 854      | 50,03       |
|                                                                                                   | René Pilato,             | LFI (NUPES)              | FI                       | 11 152       | 27,53        | 18 830      | 49,97       |
|                                                                                                   | Anna Martinese           | RN                       | RN                       | 6 503        | 16,05        |             |             |
|                                                                                                   | Jean-François Dauré      | PS diss.                 | DVG                      | 5 065        | 12,50        |             |             |
|                                                                                                   | Alice Clergeau           | LR (UDC)                 | LR                       | 2 122        | 5,24         |             |             |
|                                                                                                   | Dominique de Lorgeril    | REC                      | REC                      | 1 731        | 4,27         |             |             |
|                                                                                                   | Corinne Berthelot        | ÉAC                      | ECO                      | 1 237        | 3,05         |             |             |
|                                                                                                   | Olivier Nicolas          | LO                       | DXG                      | 363          | 0,90         |             |             |
| Votes valides                                                                                     | Votes valides            | Votes valides            | Votes valides            | 40 509       | 98,06        | 37 684      | 92,40       |
| Votes blancs                                                                                      | Votes blancs             | Votes blancs             | Votes blancs             | 522          | 1,26         | 2 012       | 4,93        |
| Votes nuls                                                                                        | Votes nuls               | Votes nuls               | Votes nuls               | 280          | 0,68         | 1 086       | 2,66        |
| Total                                                                                             | Total                    | Total                    | Total                    | 41 311       | 100          | 40 782      | 100         |
| Abstention                                                                                        | Abstention               | Abstention               | Abstention               | 42 466       | 50,69        | 42 981      | 51,31       |
| Inscrits / participation                                                                          | Inscrits / participation | Inscrits / participation | Inscrits / participation | 83 777       | 49,31        | 83 763      | 48,69       |

L'élection fait l'objet d'un recours en annulation devant le Conseil constitutionnel et, constatant vingt-sept suffrages irrégulièrement exprimés pour vingt-quatre voix d'avance, le Conseil constitutionnel se prononce en décembre 2022 pour l'annulation de l'élection.

#### Élection partielle de 2023
Une élection partielle est donc convoquée le 22 janvier 2023 en vue de pourvoir au siège vacant de cette circonscription. Le second tour du scrutin a eu lieu le 29 janvier 2023.
| Résultats des élections législatives partielles des 22 et 29 janvier 2023 de la 1re circonscription de Charente, |                          |                          |                          |              |              |             |             |
| Candidat | Candidat                 | Parti et coalition       | Nuances                  | Premier tour | Premier tour | Second tour | Second tour |
| Candidat | Candidat                 | Parti et coalition       | Nuances                  | Voix         | %            | Voix        | %           |
| | Thomas Mesnier           | HOR (ENS)                | ENS                      | 8 353        | 35,54        | 11 726      | 49,01       |
| | René Pilato              | LFI (NUPES)              | FI                       | 8 311        | 35,36        | 12 200      | 50,99       |
| | Florent Benetreau        | RN                       | RN                       | 3 485        | 14,83        |             |             |
| | Alice Clergeau           | LR                       | LR                       | 1 107        | 4,71         |             |             |
| | Samuel Cazenave          | SE                       | SE                       | 843          | 3,59         |             |             |
| | Serge Bondon             | REC                      | REC                      | 500          | 2,13         |             |             |
| | Dominique Souchaud       | Cap21                    | ECO                      | 480          | 2,04         |             |             |
| | Olivier Nicolas          | LO                       | DXG                      | 425          | 1,81         |             |             |
| Votes valides | Votes valides            | Votes valides            | Votes valides            | 23 504       | 97,34        |             |             |
| Votes blancs et nuls                                                                                             | Votes blancs et nuls     | Votes blancs et nuls     | Votes blancs et nuls     | 642          | 2,66         |             |             |
| Total | Total                    | Total                    | Total                    | 24 146       | 100          | 25 362      | 100         |
| Abstention | Abstention               | Abstention               | Abstention               | 59 817       | 71,24        | 58 590      | 69,79       |
| Inscrits / participation                                                                                         | Inscrits / participation | Inscrits / participation | Inscrits / participation | 83 963       | 28,76        | 83 952      | 30,21       |

#### Élections de 2024
| Candidat                 | Candidat                 | Parti et coalition       | Nuance                   | Premier tour | Premier tour | Second tour | Second tour |
| Candidat                 | Candidat                 | Parti et coalition       | Nuance                   | Voix         | %            | Voix        | %           |
| ------------------------ | ------------------------ | ------------------------ | ------------------------ | ------------ | ------------ | ----------- | ----------- |
|                          | René Pilato,             | LFI (NFP)                | UG                       | 18 166       | 32,80        | 20 288      | 35,75       |
|                          | Thomas Mesnier,          | HOR (ENS)                | HOR                      | 16 784       | 30,30        | 18 406      | 32,43       |
|                          | Marion Latus,            | RN                       | RN                       | 16 761       | 30,26        | 18 061      | 31,82       |
|                          | Alain Boivin             | LR                       | LR                       | 2 226        | 4,02         |             |             |
|                          | Olivier Nicolas,         | LO                       | EXG                      | 818          | 1,48         |             |             |
|                          | Doraline Bernard         | REC                      | REC                      | 633          | 1,14         |             |             |
|                          |                          |                          |                          |              |              |             |             |
| Votes valides            | Votes valides            | Votes valides            | Votes valides            | 55 388       | 97,21        | 56 755      | 97,40       |
| Votes blancs             | Votes blancs             | Votes blancs             | Votes blancs             | 1 084        | 1,90         | 1 074       | 1,84        |
| Votes nuls               | Votes nuls               | Votes nuls               | Votes nuls               | 504          | 0,88         | 439         | 0,75        |
| Total                    | Total                    | Total                    | Total                    | 56 976       | 100          | 58 268      | 100         |
| Abstention               | Abstention               | Abstention               | Abstention               | 27 182       | 32,30        | 25 970      | 30,83       |
| Inscrits / participation | Inscrits / participation | Inscrits / participation | Inscrits / participation | 84 158       | 67,70        | 84 238      | 69,17       |